# La caza del carnero salvaje
La caza del carnero salvaje (羊をめぐる冒険 Hitsuji o meguru bōken?) es una novela del escritor japonés Haruki Murakami publicada el 1982 en Japón en su versión original en japonés.

## Trama
Un publicista del tres al cuarto lanza una nueva campaña publicitaria. En ella se ve una fotografía de un carnero. Lo que en un principio no tendría que conllevar ningún problema se convierte en una verdadera pesadilla para el publicista, ya que el carnero le pondrá en el punto de mira de un importante grupo industrial con un fuerte peso político. 
El publicista, picado por la curiosidad, se mete de lleno en una complicada investigación, con tintes policíacos, donde tendrá que resolver el enigma del carnero en menos de un mes, si no su pequeña agencia se irá a la ruina, y con ella su pequeño prestigio social, tan y tan cuidado en el Japón de la época.
La novela ha sido publicada en español por la editorial Anagrama en 1992.